# Pierre IV de Fenouillet
Pierre ou Peire IV de Fenouillet de Saissac, peut-être né Bertrand, vicomte de Fenouillet (avant 1170 – † 1209), est un vicomte de Fenouillèdes par son mariage avec Ava de Fenouillet, fille et héritière du vicomte Arnaud Ier de Fenouillet. Leur fils Pierre V leur succède en 1209.

## Biographie
Co-seigneur de Saissac, il devient vicomte de Fenouillet par son mariage avec Ava de Fenouillet, peut-être en 1179. En 1193 Alphonse II roi d'Aragon et comte de Barcelone transfère le vassalage du Fenouillèdes du vicomte de Narbonne au comte de Foix Raymond-Roger.

## Mariage et enfants
Il épouse Ava de Fenouillet de laquelle il a : Pierre V, vicomte de Fenouillet (1209-1255).